# Sender Jelovice
Der Sender Jelovice ist eine Sendeanlage für Hörfunk auf einem Hügel in der Ortschaft Jelovice, südlich des Dorfes Majšperk. Die Sendeanlage, die primär die Region Maribor mit Rundfunkprogrammen versorgt, verwendet als Antennenträger einen freistehenden Stahlfachwerkturm.

## Frequenzen und Programme

### Analoger Hörfunk (UKW)
| Frequenz (MHz) | Programm   | RDS PS   | RDS PI | Regionalisierung | ERP (kW) | Antennendiagramm rund (ND)/gerichtet (D) | Polarisation horizontal (H)/vertikal (V) |
| -------------- | ---------- | -------- | ------ | ---------------- | -------- | ---------------------------------------- | ---------------------------------------- |
| 89,8           | Radio Ptuj | __PTUJ__ | 9434   | −                | 1        | D (310–60°)                              | V                                        |
| 98,7           | Radio 1    | RADIO_1_ | 9357   | −                | 0,05     | ND                                       | V                                        |